# Rhodostemonodaphne macrocalyx
Rhodostemonodaphne macrocalyx är en lagerväxtart som först beskrevs av Carl Daniel Friedrich Meisner, och fick sitt nu gällande namn av Rohwer och Madriñán. Rhodostemonodaphne macrocalyx ingår i släktet Rhodostemonodaphne och familjen lagerväxter. Inga underarter finns listade i Catalogue of Life.